# کلوندرت
کلوندرت (به هلندی: Klundert) یک منطقهٔ مسکونی در هلند است که در موردیک واقع شده‌است. کلوندرت ۷٬۳۲۸ نفر جمعیت دارد.